# Rafael Hernández Pat
Rafael Hernández Pat ist ein ehemaliger mexikanischer Fußballspieler auf der Position eines Stürmers.
Auf Amateurbasis spielte er – gemeinsam mit seinem Bruder Alejandro – für eine Mannschaft namens San Sebastián in der Liga Española de Fútbol.
Als Profispieler stand er in der Phase der ersten großen Erfolge der Cementeros von 1968 bis 1971 beim CD Cruz Azul unter Vertrag. In dieser Epoche gewann Hernández Pat je zweimal die mexikanische Meisterschaft und den CONCACAF Champions Cup sowie je einmal den mexikanischen Pokalwettbewerb und den Supercup.
Außerdem stand er noch bei Chivas Guadalajara unter Vertrag.

## Erfolge
- Mexikanischer Meister: 1968/69, México 70
- Mexikanischer Pokalsieger: 1969
- Mexikanischer Supercup: 1969
- CONCACAF Champions Cup: 1969, 1970